# Condado de Monroe (Nova Iorque)
O Condado de Monroe (em inglês:  Monroe County) é um dos 62 condados do estado americano de Nova Iorque. A sede e maior cidade do condado é Rochester. Foi fundado em 1821.
O condado possui uma área de 3 540 km², dos quais 1 838 km² estão cobertos por água, uma população de 744 344 habitantes, e uma densidade populacional de 437,3 hab/km² (segundo o censo nacional de 2010).